# 阪本勝
阪本 勝（さかもと まさる、1899年（明治32年）10月15日 - 1975年（昭和50年）3月22日）は、大正・昭和期日本の政治家、戯曲作家、美術評論家。衆議院議員（1期）、兵庫県知事（2期）を歴任。

## 経歴
1899年（明治32年）、兵庫県川辺郡尼崎町（現在の尼崎市）で眼科医の家に生まれる。家は尼崎藩の藩医の家柄であった。北野中学校・第二高等学校を経て1922年に東京帝国大学経済学部を卒業、学生時代は新人会（前期新人会）に属した。北野中学時代の同級生には、後に洋画家となった佐伯祐三がいた。
卒業後は福島県立福島中学校の英語教諭や大阪毎日新聞学芸部記者などを務めたが、水平社運動との関わりなどで1926年（大正15年）3月に大阪毎日新聞を辞し、1927年（昭和2年）に関西学院大学の講師となった。

### 兵庫県議〜衆議院議員時代
同年に賀川豊彦、河上丈太郎らの勧めで兵庫県会議員選挙に日本労農党から出馬して当選する（1期目は神戸市、2期目以後は尼崎市）。県会議員活動の傍ら、社民系の政治団体「社会思想社」に所属して『洛陽飢ゆ』や『戯曲資本論』などを発表し、プロレタリア文学や唯物史観評論の分野で活躍した。しかし、3期目の当選直後に選挙違反の疑いを受けて失格とされ、以後は実家の病院を経営しながら作家活動に入る。
1940年（昭和15年）に元兵庫県知事の湯沢三千男が理事長を務める大日本産業報国会に招かれて文化部長に就任、続いて湯沢が内務大臣のもとで行われた1942年の第21回衆議院議員総選挙（翼賛選挙）では翼賛政治体制協議会の推薦候補として兵庫県第2区から立候補し、当選した。同年には『新世界観の構想』を著し、次第にファシズム・浪漫主義への接近を見せる。

### 尼崎市長〜兵庫県知事時代

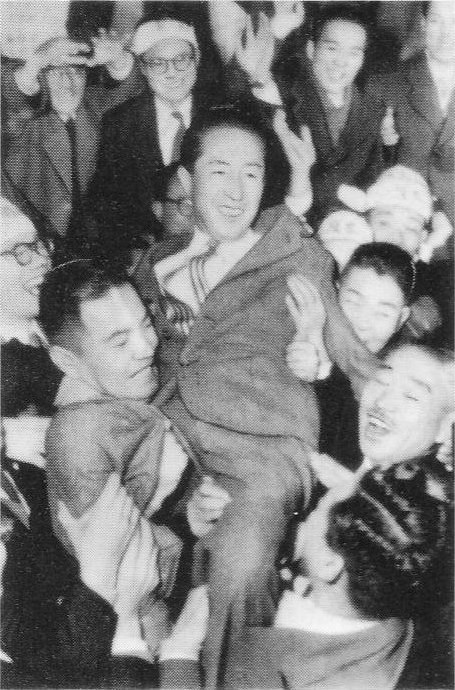
1954年12月の兵庫県知事選挙を制し、支援者に担がれる阪本勝

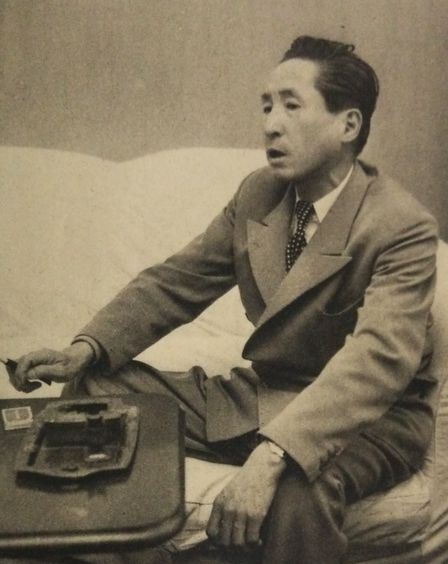
『アサヒグラフ』1955年5月11日号より

戦後は神戸市から招かれて民生局長となるが、1946年（昭和21年）に公職追放処分を受ける。追放解除後の1951年（昭和26年）、日本社会党公認で尼崎市長選挙に出馬し、現職で保守系の六島誠之助が有利とされた下馬評を覆して当選する。
当選後は市長室の扉を施錠せず市民に開放したのを皮切りに、尼崎港沖の防潮堤建設指揮や当時不十分であった労働保険・市民保険制度の導入、尼崎競艇場の誘致、ハエ・カ撲滅運動などを行った。
1954年（昭和29年）、兵庫県庁では岸田幸雄知事と吉川覚前副知事の政争に端を発する混乱が尾を引き、年内にも出直し選挙が行われる公算が強まっていた。社会党は左派・右派統一推薦候補として阪本に知事選挙への出馬を要請し、保守分裂で岸田・吉川の両陣営が疲弊した間隙を衝く形で両名に大差を付けて当選する。
知事在任中は、瀬戸内海沿岸地域に比べて発展が遅れていた内陸部や北部の振興に尽力し「文人知事」として親しまれた。1958年（昭和33年）の知事選挙で再選された後は「県営ギャンブル全廃」を掲げて神戸と明石の競輪場を廃止する方針を表明し、跡地はそれぞれ御崎公園球技場（神戸ウイングスタジアム）および県立明石公園球技場兼自転車競技場となっている。
1962年（昭和37年）、2期目の任期満了に際し「知事は3期以上務めるべきではない」として、不出馬を表明する。後任を決める知事選挙では副知事として阪本県政を支えた金井元彦が当選した。

### 兵庫県知事退任後
翌1963年（昭和38年）4月の統一地方選挙において東京都知事選挙に革新統一候補として立候補したが、自民党が推薦する現職の東龍太郎に敗れて落選した。
1970年（昭和45年）、兵庫県立近代美術館設立に際し初代館長に就任する。1975年（昭和50年）3月22日、食道癌のため芦屋市の自宅で死去。享年77（満75歳没）。兵庫県知事在職経験者としては初めての県民葬が4月に行われた。

## 著作
全集に阪本勝著作集刊行委員会編著の『阪本勝著作集』全5巻（1979年 - 1983年）がある。
- 洛陽飢ゆ（福永書店、1927年）
- 戯曲 資本論（日本評論社、1931年）
- 残念さん 山本文之助鑑光（万有社、1934年）
- 歌集 風塵（市民同友会エリート・シリーズ、1951年）
- 随筆集　市長の手帖（新元社、1954年）[5]
- 荒磯に鰯を焼く（彩光社、1963年）
- 佐伯祐三（日動出版部、1970年）
- ある放浪僧の生涯（創元社、1972年）

### 訳書
- 裸体芸術社会史（原著：ヴィルヘルム・ハウゼンシュタイン 栗田書店、1936年）
- 生活の発見（原著：林語堂 創元社、1952年）